# Ar-Ras al-Ahmar
Ar-Ras al-Ahmar (arab. الرأس الأحمر) – nieistniejąca już arabska wieś, która była położona w Dystrykcie Safedu w Mandacie Palestyny. Wieś została wyludniona i zniszczona podczas I wojny izraelsko-arabskiej, po ataku Sił Obronnych Izraela w dniu 30 października 1948.

## Położenie
Ar-Ras al-Ahmar leżała w Górnej Galilei w pobliżu granicy z Libanem, w odległości 8,5 kilometrów na północ od miasta Safed. Według danych z 1945 do wsi należały ziemie o powierzchni 793,4 ha. We wsi mieszkało wówczas 620 osób.
| własność gruntów | powierzchnia gruntów (hektary) |
| ---------------- | ------------------------------ |
| Arabowie         | 793,1                          |
| Żydzi            | 0                              |
| publiczne        | 0,3                            |
| Razem            | 793,4                          |

| Rodzaj użytkowanych gruntów | hektary |
| --------------------------- | ------- |
| uprawy oliwek               | 35      |
| uprawy nawadniane           | 100,8   |
| uprawy zbóż                 | 472,8   |
| nieużytki                   | 213,7   |
| zabudowane                  | 6,1     |

## Historia
W okresie panowania Brytyjczyków Ar-Ras al-Ahmar była średniej wielkości wsią. We wsi znajdowała się szkoła podstawowa dla chłopców.

Podczas wojny domowej w Mandacie Palestyny w rejonie wioski ar-Ras al-Ahmar stacjonowały siły Arabskiej Armii Wyzwoleńczej. Podczas I wojny izraelsko-arabskiej w październiku 1948 Izraelczycy przeprowadzili operację Hiram. W dniu 30 października Ar-Ras al-Ahmar została zajęta przez izraelskich żołnierzy. Następnie wieś została wysiedlona, a domy wyburzono.

## Miejsce obecnie
Na miejscu wioski Ar-Ras al-Ahmar utworzono w 1949 moszaw Kerem Ben Zimra.
Palestyński historyk Walid Chalidi, tak opisał pozostałości wioski ar-Ras al-Ahmar: „Niektóre domy nadal stoją. Przed jednym z domów znajdują się schody i garaż. Podobno został on oddany Izraelczykom, którzy tam mieszkają. Kolejny dom ma dwa wysokie, łukowate okna. Z boku znajduje się gruz zniszczonych domów oraz kilka drzew figowych i kaktusy”.